# Pierwsza komunia święta
Pierwsza komunia święta – uroczystość katolicka, w której podczas mszy wierni po raz pierwszy przyjmują Eucharystię, czyli zgodnie z wyznawaną przez siebie wiarą prawdziwe ciało i krew Chrystusa pod postacią chleba. Do pierwszej komunii świętej Kościół dopuszcza wiernych, którzy znają podstawowe prawdy wiary i rozumieją dokonującą się na mszy świętej transsubstancjację . Pierwsza komunia święta jest ważnym wydarzeniem nie tylko dla przyjmujących i ich rodzin, lecz również dla całej wspólnoty parafialnej.
W Polsce wiek przyjęcia pierwszej komunii świętej jest obecnie ustalony na trzecią klasę szkoły podstawowej . Istnieje także możliwość dopuszczenia do komunii św. dzieci młodszych  . Św. Jan Paweł II pochwalał ten zwyczaj. Dzieci do tego dnia przygotowują się cały rok. W coraz większej liczbie parafii prowadzi się także program formacji duchowej rodziców tych dzieci, zwykle przez świeckich katechistów, przygotowywanych do tego zadania w szkole katechistów.
W dniu uroczystości komunijnej dzieci ubierane są bardzo elegancko. 
Przed I komunią świętą wymagana jest zawsze spowiedź dziecka.

## Historia
W starożytności komunia św. była po raz pierwszy udzielana zaraz po przyjęciu chrztu, nawet niemowlętom (pod postacią wina). Praktyka ta jest kontynuowana w Kościołach wschodnich  . W Kościele łacińskim z biegiem czasu zaprzestano stosować tę praktykę i zaczęto dopuszczać do komunii św. dzieci posiadające już pewną świadomość tego, czym jest Eucharystia. O dojrzałości dziecka decydowali rodzice wraz z duszpasterzem. W 1215 roku Sobór laterański IV określił, że każdy katolik po dojściu do używania rozumu powinien przynajmniej raz w roku (na Wielkanoc) po spowiedzi i odprawionej pokucie przystąpić do komunii, co kilka wieków później potwierdził Sobór trydencki, wyklinając z Kościoła tych, którzy twierdzą inaczej. Dodatkowo Ojcowie Soboru potępili pogląd mówiący, że dzieciom nieposiadającym używania rozumu potrzebna do zbawienia jest komunia święta. Zła interpretacja nauki Kościoła doprowadziła do tego, że do komunii św. dopuszczano tylko starsze dzieci, a w wielu przypadkach już młodzież . Zaczęto bowiem określać dolną granicę wieku, w którym można przystąpić do komunii św. W niektórych krajach (Belgia, Holandia) wiek ten ustalono na szesnaście lat.
Praktykę jednoczesnej komunii św. wielu dzieci wprowadzili w XVII wieku Księża Misjonarze. Uroczystość pierwszokomunijna była organizowana na zakończenie misji. Zwyczaj ten rozpowszechniał się poszczególnych diecezjach świata, a na ziemie polskie dotarł w I połowie XIX wieku. Około czterdziestu dzieci z kościoła św. Małgorzaty przyjęło I komunię św. 16 maja 1842 roku, w drugim dniu uroczystości Zesłania Ducha Świętego podczas nabożeństwa w archikatedrze w Poznaniu, w którym uczestniczył abp Marcin Dunin (Prymas Polski). 
Organizowanie uroczystości pierwszokomunijnych przyjęło się w całym Kościele za pontyfikatu Piusa X, który podpisując dekret Świętej Kongregacji ds. Sakramentów Quam singulari nakazał urządzenie generalnej komunii św. dzieci przynajmniej raz w roku .
W Polsce przyjęło się udzielanie I komunii świętej dzieciom po dwuletniej katechizacji, a tylko w wyjątkowych przypadkach dopuszczano do Stołu Pańskiego dzieci młodsze, nawet przed rozpoczęciem nauki w szkole. W 2009 roku wskutek zmian w systemie edukacji wprowadzający wcześniejszy obowiązek szkolny dzieci, Komisja Wychowania Katolickiego Episkopatu Polski rozpoczęła pracę nad przesunięciem I komunii świętej do klasy III szkoły podstawowej . W niektórych diecezjach tej zmiany już dokonano.

## Wiek dopuszczenia do I komunii św.
Za względu na to, że w późnym średniowieczu pobożność adoracyjna zaczynała wypierać sakramentalne przyjmowanie Ciała Pańskiego, Sobór laterański IV nakazał, aby wierni, którzy osiągnęli wiek rozeznania (używania rozumu), przystępowali do komunii św. przynajmniej raz w roku. Ów wiek rozeznania był przeważnie definiowany jako wiek, w którym dziecko potrafi odróżnić, co jest uczciwe, od tego, co uczciwe nie jest, a w kwestii wiary odróżnia zwykły chleb od Chleba Eucharystycznego. 
Wiek, od którego powstaje obowiązek przystępowania do komunii św., w następujący sposób definiował św. Tomasz z Akwinu:

Z chwilą, kiedy w dzieciach budzi się używanie rozumu tak, że mogą przejąć ten sakrament (Eucharystię), można im go udzielić.

W podobnym duchu wypowiadał się św. Antonin: 

Ale skoro dziecko jest zdolne popełnić grzech śmiertelny, jest też od razu obowiązane zachować przykazanie, co do spowiedzi i w konsekwencji także co do Komunii.

Ogłoszony w 1983 roku Kodeks prawa kanonicznego określa wiek, w którym się domniemywa używanie rozumu, na siedem lat (KPK kan.97 § 2).

## Przygotowanie do pierwszej komunii świętej
Przygotowanie do pierwszej komunii świętej odbywa się zarówno przy parafii, jak i w szkole . Wyjątkiem od tej zasady jest tzw. Wczesna Komunia Święta, do której dzieci i ich rodzice przygotowują się na specjalnych katechezach w parafii (rodzice włączają się wtedy aktywnie do przygotowania duchowego swoich dzieci do tej uroczystości) .

## Przebieg uroczystości

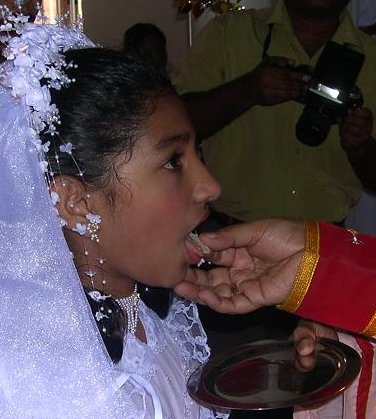
Dziewczyna przyjmująca pierwszą komunię

Uroczystość pierwszej komunii świętej obejmuje przedpołudniową mszę św. oraz nabożeństwo popołudniowe, po którym według zwyczajów parafialnych są rozdawane pamiątki pierwszokomunijne oraz robione wspólne zdjęcie. Zazwyczaj zdjęcia może wykonywać tylko akredytowany (tzn. posiadający licencję na robienie zdjęć podczas liturgii) fotograf .
Podczas uroczystości I komunii św. można wyróżnić następujące punkty:
- Msza (rano)
  - przywitanie dzieci przed kościołem;
  - błogosławieństwo dzieci przez rodziców (jeśli takowego nie było wcześniej w domu);
  - pokropienie wodą święconą;
  - procesja wejścia i po przybyciu do ołtarza rozpoczęcie mszy przez kapłana;
  - odczytanie czytań i wykonanie przypisanego śpiewu przez dzieci lub ich rodziców;
  - po kazaniu odnowienie przyrzeczeń chrzcielnych;
  - modlitwa wiernych (dzieci lub ich rodzice);
  - przyniesienie darów ofiarnych przez dzieci;
  - przyjęcie przez dzieci komunii przed pozostałymi wiernymi;
  - pieśń dziękczynna w wykonaniu dzieci;
  - życzenia;
  - błogosławieństwo;
  - procesja wyjścia.
- Nabożeństwo popołudniowe połączone zazwyczaj z wręczeniem pamiątek komunijnych i wspólnym zdjęciem.

## Pierwszokomunijne prezenty
Dla podkreślenia ważności wydarzenia dzieci, które po raz pierwszy przyjęły Eucharystię, obdarowywane są przez najbliższych podarunkami.